# Nephila komaci
Nephila komaci és un membre de la subfamília dels nefilins, un grup d'aranyes pròpies de la zona tropical de l'hemisferi sud en les quals les femelles es caracteritzen per tenir mides molt grans. S'han trobat alguns espècimens d'aquesta espècie, descrita l'any 2009, a Sud-amèrica i Madagascar. Les femelles de N. komaci són les de major mida descobertes fins a l'actualitat: el seu cos pot arribar a atènyer 38 mm i les potes entre 10 i 12 cm.